# Giacomino Costa
Giacomo Federico Costa dit Giacomino Costa, né le 15 novembre 1905 à Gênes et mort le 13 mars 1977 à Gênes, est un armateur et entrepreneur italien, fondateur et mécène de mouvements catholiques. Il descend de l'armateur génois du XIXe siècle, Giacomo Costa.

## Biographie
Giacomino Costa est diplômé en sciences économiques et commerciales. Il épouse en 1933 Anna Maria Romanengo.
À partir de 1943, il est chargé par le futur évêque auxiliaire Giuseppe Siri, en collaboration directe avec don Giovanni Cicali, à travers l'œuvre Auxilium de l'Église de Gênes, de subvenir aux besoins alimentaires, vestimentaires et d'hébergement des personnes déplacées et des réfugiés dans la ville. Il collabore aussi à distance avec Filiberto Guala qui œuvre dans le même but à Turin.
Il est nommé en 1946 par Giuseppe Siri, président de l'Action catholique de Gênes et la même année, vice-président des Ospedali Galliera de Gênes, poste qu'il occupe pendant vingt-et-un ans.
Dès 1953, il fait la coordination entre Auxilium et les industriels de l'Unione cristiana imprenditori dirigenti (U.C.I.D) dans la constitution de la coopérative Auxilium-UCID dont il devient président. L'association met à disposition 750 logements pour répondre aux demandes des déplacés et des nécessiteux. Pour l'hébergement temporaire des émigrants en partance de Gênes, il travaille à la construction de la « Maison de l'émigrant ». Un reportage filmé de 1951 de l'Institut Cinecittà LUCE montre quelques images de l'inauguration faite par le cardinal Siri en présence du Dr Costa.
En 1952, Duilio Marcante propose à Giacomino Costa, alors président du Centre sportif italien de Gênes, la réalisation du Christ des Abysses. Il passe à l'action en formant le Comité permanent pour l'installation de la statue du Christ de Abysses et l’œuvre, sculptée par Guido Galletti, est installée en mer en 1954.
En collaboration avec Auxilium et le Centre sportif italien, il s'emploie à la réalisation du nouveau stade sportif Pie XII à l'intérieur du parc de la Villa Lomellini Rostan.
Au cours des années 1950, il adhère au mouvement Fraterno Aiuto Cristiano (F.A.C.), animé par le prêtre salésien italien don Paolo Arnaboldi, avec le soutien de Giovanni Calabria et Costa en devient le promoteur et le principal soutien financier.
Il embrasse, sous la direction du père Tommaso Demaria et du père Paolo Arnaboldi, la nouvelle culture organique dynamique qu'il considère comme une alternative au modèle de société capitaliste et au modèle marxiste. Il en devient vulgarisateur lors de conférences tenues aux réunions de l'Unione cristiana imprenditori dirigenti. Giacomino Costa fonde le Movimento Ideoprassico Dinontorganico (M.I.D.), devenu aujourd'hui l'association Nuova Costruttività, dans le but de diffuser les études, la connaissance et l'application du réalisme organique dynamique, concept défendu par le Père Tommaso Demaria.
Il fonde en 1966 la Rivalta Scrivia Ente Sviluppo Traffici Internazionali Porti Nord Italia SpA, dont il est le premier président avec l'intention de résoudre de manière novatrice le problème de la congestion du port de Gênes qui est criant dans les années 1960. L’entreprise est conçue et structurée en appliquant des critères « organico-dynamiques » totalement innovants avec l'implication des différents acteurs dans les opérations logistiques portuaires de marchandises, ce qui permet de transférer ces activités vers la terre ferme par le rail dans la commune de Tortona. En raison de sa nature étrangère aux idéologies de la gauche communiste et à celles de la droite libérale-capitaliste, cette initiative est activement combattue par plusieurs partis politiques. L'entreprise est toujours active de nos jours, mais avec une autre dénomination sociale; il s'agit de l'interport privé le plus grand d'Europe.
Le 12 janvier 1977, son fils Piero Costa, ingénieur naval, est enlevé et séquestré par les Brigades rouges. Il est libéré près de trois mois plus tard, le 3 avril 1977.
Giacomino Costa meurt, avant la libération de son fils, aux Ospedali Galliera de Gênes, le 13 mars 1977.

## Source de la traduction
- (it) Cet article est partiellement ou en totalité issu de l’article de Wikipédia en italien intitulé « Giacomino Costa » (voir la liste des auteurs).